# Brian Laurence Burtt
Brian Laurence Burtt (Claygate, Surrey 27 de agosto de 1913 - Loanhead, Midlothian 30 de mayo de 2008 ) fue un botánico taxónomo inglés.

## Biografía
Sus primeras letras las hizo en "Dulwich College", con inclusión de latín y griego. Ingresó al herbario del Real Jardín Botánico de Kew como asistente del Director, Sir Arthur Hill. Durante este periodo concurrió a clases vespertinas de Botánica en el "Chelsea Polytechnic". En 1936 obtuvo su bachelor en la Universidad de Londres.
Trabajó de 1951 a 1975 en el Real Jardín Botánico de Edimburgo, ascendiendo hasta "Oficial Principal Científico Senior". Realizó varias expediciones a Sarawak, y hasta 19 a Sudáfrica, habiendo colectado 19.102 especímenes de herbario.
Se casó en 1942 con Joyce Daughtry, con la que tiene dos hijos pero se termina separando. En 2004 se casó nuevamente con la botánica Olive Hilliard.

## Algunas publicaciones
- 1977. Curcuma zedoaria. Volumen 30 de Gardens' bulletin, Singapore

### Libros
- 1961. Compositae and the study of functional evolution. Ed. Royal Botanic Gardens, Kew. 232 pp.
- 1964. Tenth International Botanical Congress: Abstracts of Papers. 518 pp.
- olive mary Hilliard, brian l. Burtt. 1971. Streptocarpus: an African plant study. Ed. Univ. of Natal Press. 410 pp. ISBN 0842603905
- --------- ,---------. 1987. The botany of the southern Natal Drakensberg. Volumen 15 de Annals Series of Kirstenbosch Botanic Gardens. Ed. National Botanic Garden. 253 pp. ISBN 0620106255
- --------- ,---------. 1991. Dierama: the hairbells of Africa. Ed. Acorn Books. 152 pp. ISBN 1874802025
- brian l. Burtt. 1991. Umbelliferae of southern Africa: an introduction and annotated check-list. Ed. HMSO. 150 pp. ISBN 0114941785
- wentsai Wang, kaiyu Pan, zhenyu Li, brian l. Burtt. 1992. Keys to the Gesneriaceae of China. Ed. Edinburgh Botanic Garden (Sibbald) Trust. 70 pp.

- La abreviatura «B.L.Burtt» se emplea para indicar a Brian Laurence Burtt como autoridad en la descripción y clasificación científica de los vegetales.[1]

## Honores
En 1981 obtiene la Medalla linneana.